# Сіліно
Сі́ліно (рос. Силино, ерз. Силино) — село у складі Ардатовського району Мордовії, Росія. Адміністративний центр Сілінського сільського поселення.

## Населення
Населення — 187 осіб (2010; 208 у 2002).
Національний склад (станом на 2002 рік):
- росіяни — 94 %